# گودو (بندرعباس)
گودو، روستایی در دهستان قلعه قاضی بخش قلعه قاضی شهرستان بندرعباس در استان هرمزگان ایران است.

## سابقه تاریخی
طبق سندهای معتبر از دانشگاه تهران قدمت این روستا به بیش از ۱۲۰۰ سال تخمین زده شده و محدوده جغرافیایی این روستا از ورودی شهر میناب (دوراهی میناب ) شروع و به شهر حال حاضر سرخون پایان می یافت و تمام محدودهٔ روستاها و شهرهای قبل تخت ، قلعه قاضی ، چاهستان و مابقی جز اراضی این روستای کهن می بوده و با توجه به استقلال و پیشرفت شهر نشینی هر کدام استقلال یافته و روستای گودو در مرکزیت خود به جا ماند.
با توجه به پوشش گیاهی فوق العاده این روستا که بعد از رودان بهترین آب و هوا را دارا می‌باشد بهترین منطقه زراعی محسوب می‌شود.
در ادوار سابق مرکزیت خرما و رتب جنوب ایران و حوضه خلیج فارس بوده ولی با توجه به خشکسالی و محرومیت از نعمت باران بیشتر نخل‌ها متأسفانه نابود شد ولی با توجه به خاک حاصلخیز این روستا که طبق آمار یونسکو جز ۱۰ زمین حاصلخیز دنیا می‌باشد پرورش سیفی جات دیگر در این روستا شکل و برداشت حاصل می‌شود.
بعد از اتمام برداشت بادمجان رو به کاشت پیاز و بعد از آن خیار و بعد ..... مشغول می‌شوند.
با توجه به زمین مناسب این روستا در گذشته‌های نه چندان دور مرکزیت ساخت کوزه‌های نگهداری آب (جهله و گراشی ) می بوده و با در صده‌های اخیر با توجه به لوله کشی آب ساخت کوزه متوقف شد ولی در حال حاضر یکی از مرغوب‌ترین آجر پزی‌های جنوب ایران در این روستا وجود دارد که تماماً مدیون زمین این روستا هستند.
این روستا در ۸ سال دفاع مقدس هم جانباز به این میهن تقدیم کرده‌است و در حال حاضر یکی فعال‌ترین مسجدها و کانون‌های فرهنگی هنری را دارا می‌باشد به نحوی که محفل بزرگی برای جوانان و نوجوانان و حتی افراد مسن این روستا هستند.
اکثریت این روستا را نام خانوادگی رئیسی گودوئی تشکیل داده‌اند ، که اصالت این نام خانوادگی به قوم بختیاری بر میگردد.
نوجوانان و جوانان این روستا هم مانند دیگر ایرانیان جز بهترین‌ها بوده ، داشتن مقام‌های گوناگون در مسابقات و آزمون‌های گوناگون در رده‌های استانی ، کشوری و بین الملی و افتخار به داشتن پسوند گودوئی جز خلق و خوی افراد این روستا هست.

## جمعیت
بر پایه سرشماری عمومی نفوس و مسکن در سال ۱۳۹۵، جمعیت این روستا برابر با ۵۸۹ نفر (۱۹۳ خانوار) بوده‌است.